# Luis Moncada

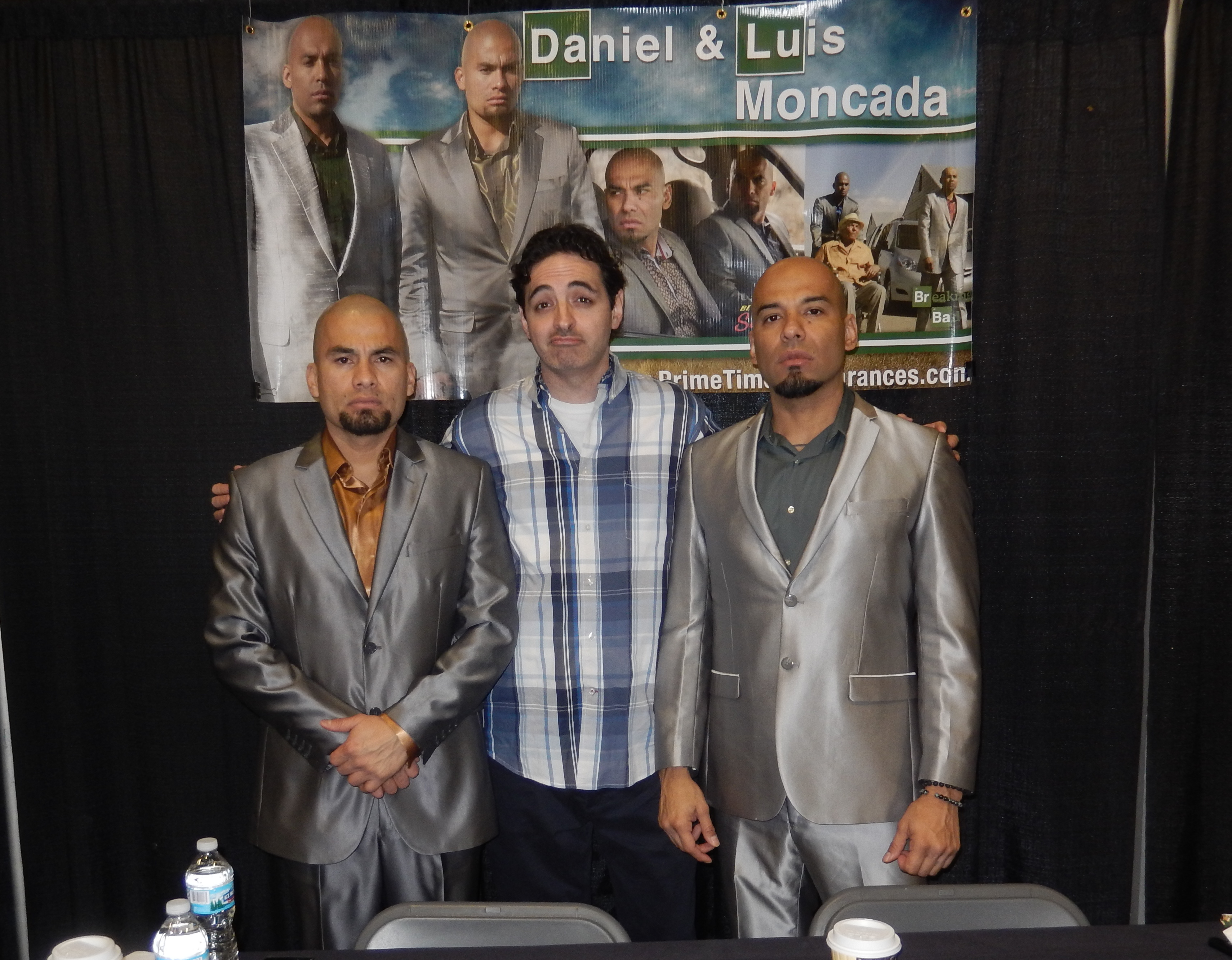
Daniel und Luis Moncada (2019)

Luis Moncada (* 18. Juli 1977 in Honduras) ist ein honduranischer Schauspieler. Bekanntheit erlangten er und sein Bruder, Daniel Moncada, vor allem durch die Rollen der Salamanca-Zwillinge, Leonel und Marco, aus der Serie Breaking Bad.

## Leben
Luis Moncada wurde im mittelamerikanischen Staat Honduras geboren und wuchs mit seinem jüngeren Bruder, Daniel, bei deren alleinerziehender Mutter im Stadtteil Echo Park in Los Angeles, in den Vereinigten Staaten auf. In seiner Jugend war er Mitglied einer Gang und verbüßte eine Haftstrafe wegen Autodiebstahls. Nach der Haft gelang es ihm sein Leben umzukrempeln. Er begann eine Beziehung mit einer Bewährungshelferin namens Michelle, die er 2004 heiratete. Sie bezogen, zusammen mit Luis’ Bruder, eine Wohnung im Stadtteil Studio City. Mit seiner Frau hat Moncada zwei gemeinsame Kinder.
Im Jahr 2002 übernahm er bei einem Gastauftritt in der Serie American Family seine erste Rolle vor der Kamera. Nach weiteren Serienauftritten, war er 2004 in den jeweils kleinen Rollen in den Filmen Latin Dragon und Collateral zu sehen. Anschließend trat er unter anderem in The Unit – Eine Frage der Ehre, Lincoln Heights, CSI: Miami, Californication, Moonlight, L.A. Crash, Emergency Room – Die Notaufnahme und Lie to Me in Gastrollen auf. 2009 spielte er einen Gangster im Actionfilm Fast & Furious – Neues Modell. Originalteile. 2010 übernahm er als Marco Salamanca in der dritten Staffel der Serie Breaking Bad die Rolle eines Kartell-Auftragsmörders. Sein Bruder Daniel stellte in der Serie seinen Zwilling Leonel dar. Seit 2016 standen sie für das Spin-Off Better Call Saul erneut in ihren Rollen vor der Kamera. Nach Breaking Bad waren die Brüder auch im Actionfilm Sabotage zusammen vor der Kamera zu sehen. Ebenfalls 2014 übernahm Moncada als Gnomo Pinzeta eine Nebenrolle in der Serie Gang Related, die allerdings nicht über die erste Staffel hinaus verlängert wurde. 2018 trat er als Casper in der Netflix-Eigenproduktion Bright auf. 2019 war er als Queso in der dritten Staffel der Serie Get Shorty in einer Nebenrolle zu sehen. 2020 folgte die Rolle des Marco in der Miniserie Flipped.
Insgesamt war Moncada bislang in mehr als 70 Film- und Fernsehproduktionen zu sehen. Neben seiner Schauspielkarriere ist er, wie auch sein Bruder, Kampfsportler. So trainiert er unter anderem Muay Thai und Boxen. Gelegentlich tritt er auch als Stuntman in Erscheinung.

## Filmografie (Auswahl)
- 2002: American Family (Fernsehserie, Episode 1x16)
- 2002: Robbery Homicide Division (Fernsehserie, Episode 1x07)
- 2003: Er (Kurzfilm)
- 2003: The Handler (Fernsehserie, Episode 1x07)
- 2004: Latin Dragon
- 2004: Collateral
- 2004: El padrino
- 2004: Yard Sale
- 2006: The Unit – Eine Frage der Ehre (The Unit, Fernsehserie, Episode 2x04)
- 2007: Lincoln Heights (Fernsehserie, Episode 2x01)
- 2007: CSI: Miami (Fernsehserie, Episode 6x03)
- 2007: Californication (Fernsehserie, 2 Episoden)
- 2007–2008: Moonlight (Fernsehserie, 3 Episoden)
- 2008: Hitting the Bricks
- 2008: Women’s Murder Club (Fernsehserie, Episode 1x11)
- 2008: Days of Wrath
- 2008: L.A. Crash (Fernsehserie, Episode 1x05)
- 2008: Leverage (Fernsehserie, Episode 1x04)
- 2009: Emergency Room – Die Notaufnahme (ER, Fernsehserie, Episode 15x15)
- 2009: Lie to Me (Fernsehserie, Episode 1x05)
- 2009: Fast & Furious – Neues Modell. Originalteile. (Fast & Furious)
- 2009: The Closer (Fernsehserie, Episode 5x01)
- 2009: The Cleaner (Fernsehserie, Episode 2x09)
- 2009: Dark Blue (Fernsehserie, Episode 1x03)
- 2009: Castle (Fernsehserie, Episode 2x01)
- 2009: Down for Life
- 2009–2010: In Plain Sight – In der Schusslinie (In Plain Sight, Fernsehserie, 2 Episoden)
- 2009, 2013: Southland (Fernsehserie, 2 Episoden)
- 2010: Breaking Bad (Fernsehserie, 5 Episoden)
- 2011: Dexter (Fernsehserie, Episode 6x02)
- 2012: The Mentalist (Fernsehserie, Episode 4x12)
- 2012: Common Law (Fernsehserie, Episode 1x12)
- 2012: K-11 – Der Knast (K-11)
- 2013: Chosen (Fernsehserie, Episode 1x05)
- 2013: The Client List (Fernsehserie, Episode 2x02)
- 2014: Sabotage
- 2014: Gang Related (Fernsehserie, 6 Episoden)
- 2014: Brooklyn Nine-Nine (Fernsehserie, Episode 2x10)
- 2015: Complications (Fernsehserie, 2 Episoden)
- 2015: Navy CIS: L.A. (NCIS: Los Angeles, Fernsehserie, Episode 7x08)
- 2015: Street Level
- 2016: So B. It
- 2016: Lethal Weapon (Fernsehserie, Episode 1x03)
- 2016: This Is Now
- 2016–2022: Better Call Saul (Fernsehserie)
- 2017: The Night Is Young
- 2017: Criminal Minds: Beyond Borders (Fernsehserie, Episode 2x07)
- 2017: The Night Shift (Fernsehserie, Episode 4x09)
- 2018: Bright
- 2018: Queen of the South (Fernsehserie, 3 Episoden)
- 2018: The Last Ship (Fernsehserie, Episode 1x10)
- 2019: Too Old to Die Young (Miniserie, Episode 5x06)
- 2019: Get Shorty (Fernsehserie, 9 Episoden)
- 2020: Flipped (Fernsehserie, 10 Episoden)
- 2023: Zeit der Sehnsucht (Days of Our Lives, Fernsehserie, 2 Episoden)